# Forța armelor
Forța armelor (Force of Arms, reeditat sub titlul A Girl for Joe) este un film dramatic romantic de război din 1951, care are loc în teatrul italian al celui de-al Doilea Război Mondial. În film reapare echipa de actori William Holden și Nancy Olson⁠(d) în al treilea dintre cele patru filme ale lor împreună (Sunset Boulevard, Union Station și Submarine Command fiind celelalte), toate lansate în 1950 sau 1951. Un infanterist american aflat în concediu și un ofițer al Corpului Armatei Femeilor (WAC) se îndrăgostesc.

## Rezumat
După luptele grele din Bătălia de la San Pietro, infanteriștii Diviziei 36 de Infanterie americane beneficiază de cinci zile de odihnă atât de necesară. Sergentul Joe „Pete” Peterson se întâlnește cu locotenentul WAC Eleanor „Ellie” MacKa într-un cimitir. Cu toate acestea, încercările lui de a se familiariza mai bine nu au niciun efect. Mai târziu, prietenul și comandantul lui Pete, maiorul Blackford, îi spune că a fost avansat pe câmpul de luptă și acum este sublocotenent.
Când sergentul McFee este supărat pentru că nu a primit o scrisoare de la soția sa de mult timp, Pete îl duce la oficiul poștal pentru a investiga și o găsește pe Ellie lucrând acolo. De data aceasta, Ellie se oferă să-i cumpere lui Pete o băutură pentru a sărbători promovarea lui. Deși el este de acord, ea încă încearcă să împiedice ca relația dintre ei să nu devină serioasă, dezvăluind că aproape s-a căsătorit cu un alt soldat, cu excepția faptului că acesta a fost ucis și nu vrea să riște să se îndrăgostească din nou. Cu toate acestea, atunci când permisia diviziei este scurtată, ea nu poate sta departe. Pete o face să accepte să se căsătorească cu el în următorul său concediu.
Blackford îi desemnează pe Pete și plutonul său să elimine un baraj rutier german. Pete observă două tunuri mortale germane 88 apărând drumul pe care înaintează tancurile americane. Cu toate acestea, când unul dintre oamenii lui îl îndeamnă să atace tunurile, Pete respinge ideea; cu Ellie în minte, a devenit prea precaut. Tunurile de 88 doboară tancul american din frunte, de pe care Blackford conduce atacul. Maiorul este ucis. Pete însuși este rănit de un baraj de artilerie și se trezește într-un spital.
Învinuindu-se pentru moartea prietenului său (chiar dacă știe că oricum nu ar fi putut ajunge la tunuri la timp), Pete cade în depresie, nedorind să vadă pe nimeni. O vizită a lui Ellie îl scoate din această stare. Pete îi spune că i s-a dat un concediu de trei zile înainte de a fi trimis înapoi în Statele Unite, în siguranță, din luptă. Împreună, la țară, se căsătoresc. Cu toate acestea, vinovăția lui Pete îl face să decidă să se alăture unității sale. Ellie nu încearcă să-l oprească. După aceea, descoperă că este însărcinată, ceea ce înseamnă că va trebui să părăsească armata.
Pete este lovit într-o misiune de recunoaștere, iar oamenilor săi li se ordonă să se retragă, lăsându-l în urmă. Nevrând să creadă că soțul ei este mort, Ellie îl caută peste tot fără succes. Când Roma este eliberată, ea îl găsește în sfârșit; fusese luat prizonier, dar a fost eliberat când germanii s-au retras.

## Distribuție
- William Holden - sergent/locotenentul Joe „Pete” Peterson
- Nancy Olson - locotenentul Eleanor MacKay
- Frank Lovejoy - maiorul Blackford
- Gene Evans - sergentul Smiley „Mac” McFee
- Dick Wesson - Kleiner, unul dintre oamenii lui Pete
- Paul Picerni - Sheridan
- Katherine Warren - maiorul Waldron, comandantul lui Eleanor
- Ross Ford - Prostituată
- Ron Hagerthy - Minto